# Acacia amputata
Acacia amputata é uma espécie de leguminosa do gênero Acacia, pertencente à família Fabaceae.